# Sh2-153
Sh2-153 è una piccola nebulosa a emissione visibile nella costellazione di Cassiopea.
Si individua sul bordo occidentale della costellazione, a ridosso del confine con Cefeo; il periodo più indicato per la sua osservazione nel cielo serale ricade fra i mesi di luglio e dicembre ed è notevolmente facilitata per osservatori posti nelle regioni dell'emisfero boreale terrestre, dove si presenta circumpolare fino alle regioni temperate calde.
Si tratta di una regione H II piuttosto debole che assieme alla vicina Sh2-152 fa parte di una regione di formazione stellare situato sul Braccio di Perseo alla distanza di circa 4700 parsec (15320 anni luce). La ionizzazione dei gas del complesso avviene ad opera di una stella blu di classe spettrale O9V, oltre che dalle stelle dell'ammasso aperto King 10. Nella regione sono note otto sorgenti di radiazione infrarossa, compresa la stella variabile V627 Cassiopeiae, più sette maser, fra i quali due con emissioni OH, quattro con emissioni H2O e uno con emissioni CH3OH.
Secondo diversi studi, queste due nebulose costituiscono uno dei due addensamenti principali di una nube molecolare gigante nota come [UUT2000] Cloud A, che con una massa di 105.000 M⊙ è una delle nubi più estese e massicce conosciute in questo tratto del Braccio di Perseo; il secondo addensamento corrisponde alle nebulose Sh2-148 e Sh2-149, situate più a ovest.